# Ödön Lechner

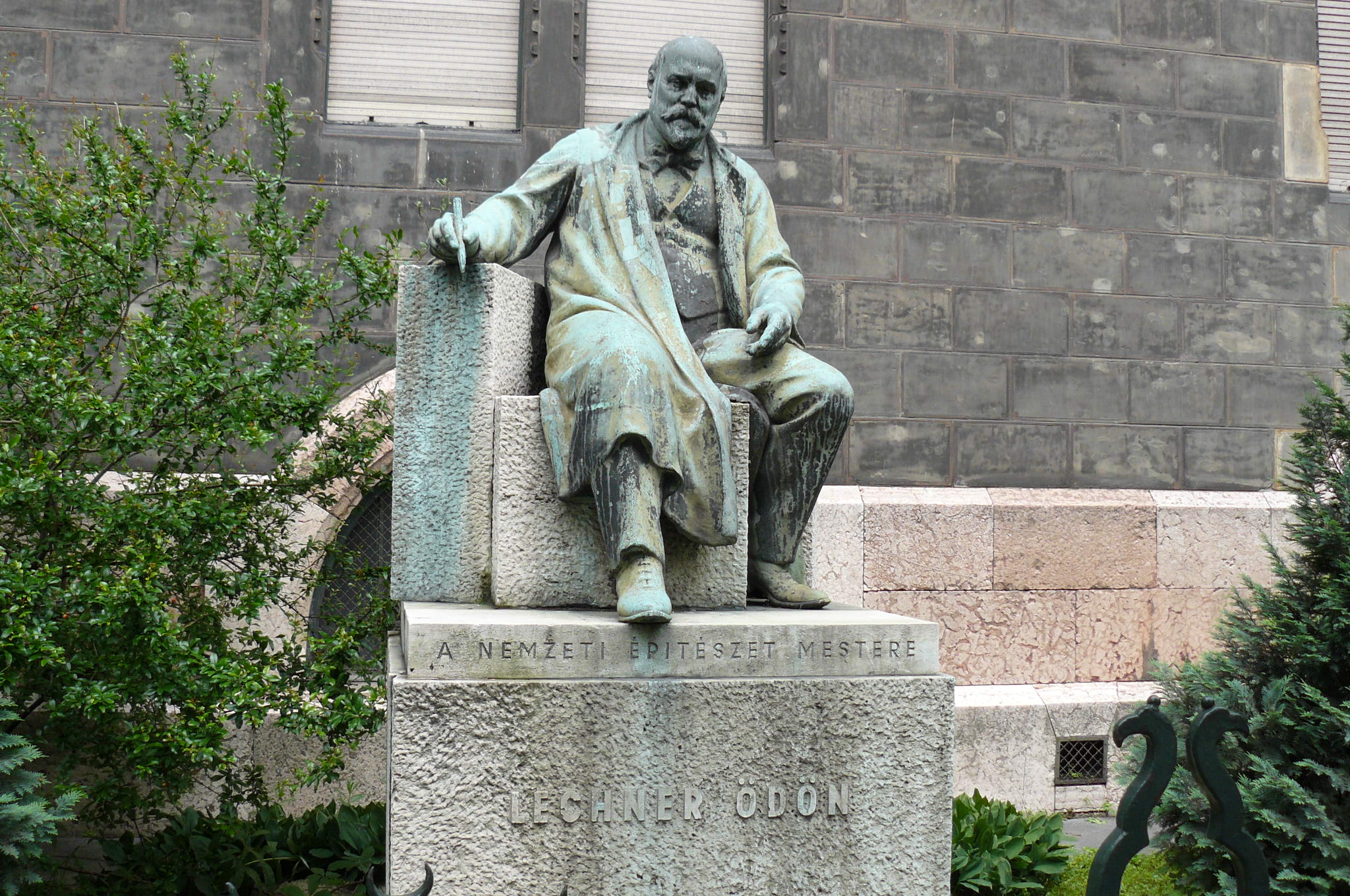
Pomnik w Budapeszcie

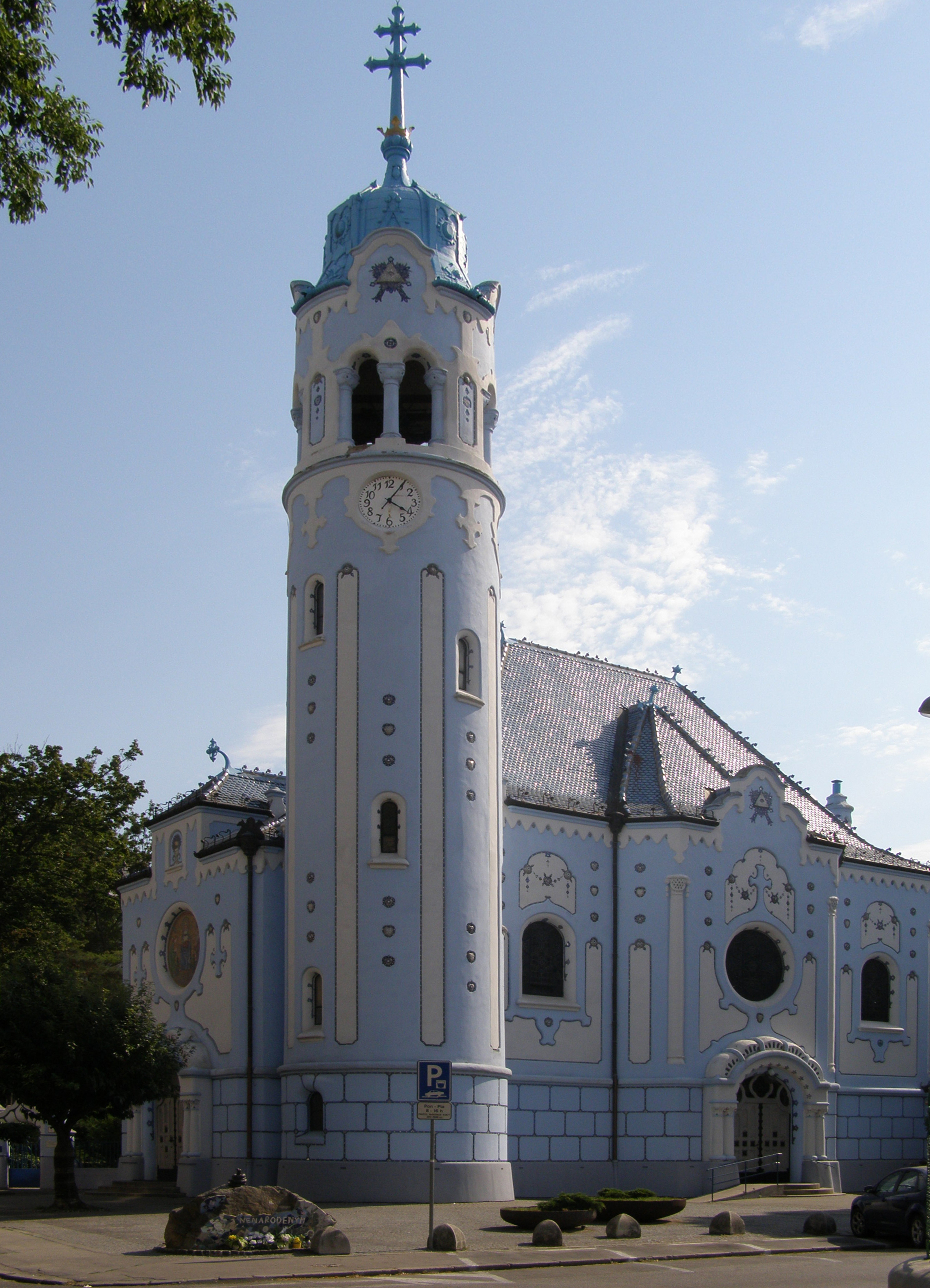
Kościół św. Elżbiety w Bratysławie

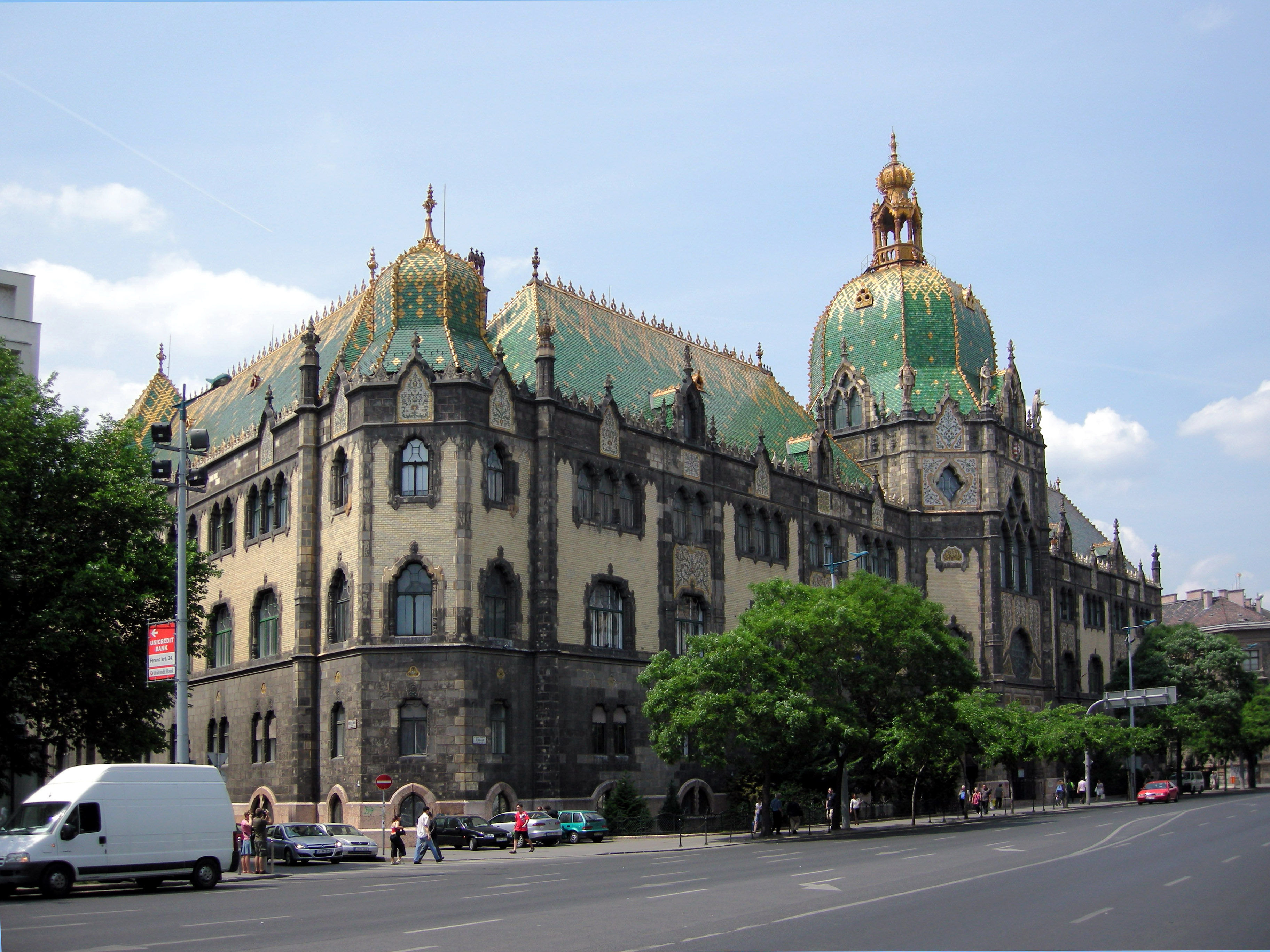
Muzeum Sztuki Stosowanej w Budapeszcie

Ödön Lechner (ur. 27 sierpnia 1845 w Peszcie, zm. 10 czerwca 1914 w Budapeszcie) – architekt węgierski, twórca węgierskiego stylu narodowego. Urodził się w mieszczańskiej rodzinie bawarskiego pochodzenia jako dziecko Jánosa Lechnera i Terézy Schuhmayer.
Edukację rozpoczął w Pestańskiej Miejskiej Szkole Realnej, następnie w latach 1865–1866 uczęszczał do Królewskiej Szkoły Technicznej, tam kształcił się pod okiem mistrza, Antala Szkalnitzkyego. W 1866 r. udał się do Berlina, gdzie wspólnie z Alajosem Hauszmannem i Gyulą Pártosem przez trzy lata pobierał nauki na Berlińskiej Akademii Budownictwa. Tam jego mistrzem zgodził się zostać Karl Boettichert, którego wykłady o nowych materiałach, w szczególności te o roli konstrukcji żelaznych, wpłynęły znacząco na Lechnera. W 1868 r. wraz ze swoją świeżo poślubioną małżonką, Irmą Primayer rozpoczął roczną podróż po Włoszech.
Po kształcącej podróży po Italii wraz z kolegą ze studiów, Gyulą Pártosem otworzył spółkę architektoniczną. W tym czasie projektowane przez nich kamienice reprezentowały jeszcze niemiecki styl akademicki. W latach 1874–1878 pracował we Francji w pracowni Clementa Parent, gdzie brał udział w restaurowaniu wielu francuskich zabytków. W trakcie pobytu we Francji poważną rolę odegrała rodzinna tragedia. Po sześciu latach młodo zawartego małżeństwa, stracił żonę i dwójkę dzieci.
W 1879 r. po raz pierwszy odwiedził Anglię. Powróciwszy do domu wraz z Pártosem ponownie otworzył swoje biuro i stworzył serię wielkoformatowych dzieł (segedyński ratusz, 1882, budapesztańska kamienica byłego zakładu emerytalnego MÁV przy ulicy Andrassyego 25, 1883, segedyński dom Milkó). Wymienione budynki reprezentują styl historyzujący, ale pojawia się już ludowa ornamentyka, charakterystyczna dla późniejszych dzieł.
W 1889 r. Lechner ponownie udał się do Anglii. Tam razem z Vilmosem Zsolnaym w Kensington Museum (dzisiejsze Victoria and Albert Museum) studiował wschodnią ceramikę, w pierwszym rzędzie indyjskie elementy zdobnicze. Angielskie wpływy uwidoczniły się także w projektach Lechnera (pałacyk w Zsámboku zniszczony w czasie II wojny światowej).

## Węgierski styl narodowy
W swoim podejściu do architektury, Lechner skłaniał się ku węgierskiemu folklorowi oraz azjatyckiemu, a dokładniej perskiemu i indyjskiemu wzornictwu. W 1891 roku wspólnie z Pártosem hasłem „Węgrzy na Wschód” wygrał konkurs na wybudowanie Muzeum Sztuki Stosowanej (Magyar Iparművészeti Múzeum és Iskola). Ornamentacja fasady budynku muzeum (1893–1896), malowane płytki, ozdobne elementy z pirogranitu, przebijające się kwiatowe motywy świadczą o indyjskich, perskich, mauretańskich i węgierskich ludowych wpływach. Całość budynku odbiegająca od tradycyjnego świata form, spotkała się z bardzo różnym przyjęciem. Jednak Lechner – już bez wsparcia Gyuli Pártosa – podążał dalej wyznaczoną przez siebie drogą i w 1897 r. otrzymał zlecenie na projekt dla Węgierskiego Państwowego Instytutu Geologicznego.
Wyklarowany styl Lechnera najpełniej realizuje się w budynku Pocztowej Kasy Oszczędnościowej (Postatakarékpénztár), dzisiejszej siedzibę Węgierskiego Skarbu Państwa. W 1901 r. za ten właśnie budynek otrzymał „Złoty Medal” Stowarzyszenia Artystów oraz został uhonorowany tytułem „radcy królewskiego”.
Spośród zleceń otrzymanych od władz kościelnych wyróżnia się kościół św. Władysława (Szent László plébániatemplom), który jednak przez wykorzystanie wcześniejszych planów Eleka Barcza nie może być kwalifikowany jako samodzielne dzieło. W ostatnich latach życia Lechnera najważniejszym zleceniem było zbudowanie bratysławskiego kościoła św. Elżbiety (Szent Erzsébet templom) oraz przylegającej do niego plebanii (1907–1913).
W 1911 r. na organizowanej w Rzymie międzynarodowej wystawie architektonicznej przedstawione przez starego mistrza dzieła (wystawiane obok prac Otto Wagnera) uhonorowano złotym medalem. Do śmierci otrzymywał jeszcze mniejsze zlecenia (przebudowa domu Dominikanów w Segedynie, wejście do Ernst Múzeum w Budapeszcie, willa Balázsa Sipekiego, szkoła przy ulicy Pétera Vajdy), ale nie odnosił już sukcesów w większych konkursach.
Lechner jako twórca samodzielnego węgierskiego stylu architektonicznego miał wielu naśladowców. Otoczyła go gromada architektów młodego pokolenia, wśród których znaleźli się: Béla Lajta, Géza Maróti, Dezső Jakab, Marcell Komor, Zoltán Bálint, Lajos Jámbor, Artúr Sebestyén, Dénes Gyögyi, Béla Jánszky, Dezső Zrumetzky, István Medgyaszay, Aladár Árkay.

## Dzieła
- 1870 – grobowiec Batthyányego (projekt konkursowy)
- 1871 – Budapeszt VIII. Múzeum krt. 33. Dom Józsefa Lenhosséka (zniszczony)
- 1871 – Budapeszt IX. Soroksári út 62. Przytułek dla żołnierzy 1948 (zniszczony)
- 1871–1875 – Budapeszt VI. Bajcsy-Zsilinszky út 43. Dom Pála Mandla
- 1871–1872 – Budapeszt V. Sas u. 9. (dawna Kéksas utca) Dom Jánosa Primayera (przez długi czas zamieszkiwał w nim sam Lechner)
- 1872–1874 – Budapeszt V. Veres Pálné u. 9. Pesztańska kamienica miasta Kecskemét
- 1871–1874 – Budapeszt V. Szent István tér 3. Kamienica
- 1873 – Arad. Ratusz w Arad (plan)
- 1874 – Budapeszt VIII. Cmentarz przy Fiumei út. Grobowiec Irmy Primayer
- 1874–1875 – Kecskemét, Szabadság tér. Kasa Oszczędnościowa Kecskemét
- 1875 – Budapeszt, Lasek Miejski, pawilon lodowiska (1893 – zburzony)
- 1880 – Zombor, szkoła
- 1882 – Kecskemét, kąpielisko miejskie (nie wybudowano)
- 1882–1883 – Segedyn, Roosevelt tér 5. Pałac Milkó (zabytek)
- 1882–1883 – Segedyn, Széchenyi tér 10. Ratusz (zabytek)
- 1882–1884 – Budapeszt, VI. Andrássyego út 25. Kamienica Zakładu Emerytalnego MÁV, tam znajdowała się kawiarnia Drechslera. Dawny Instytut Baletowy (zabytek)
- 1885–1886 – Nagybecskerek, siedziba komitatu
- 1887 – Kecskemét, koszary jazdy Rudolfa (zabytek)
- 1888–1889 – Budapeszt, V. Váci u. 11/a Dom Thoneta (zabytek)
- 1888 – Mozsgó, pałac Otto Biedermanna (zniszczony w pożarze w 1917 r., później częściowo odbudowany)
- 1889–1893 – Szekszárd, Hotel Szekszárdzki
- 1889–1891 – Karlóca, Gimnazjum Główne
- 1890–1896 – Kecskemét, Kossutha Lajos tér 1. Ratusz
- 1891–1896 – Budapeszt, IX. Üllői út 33–37. Muzeum Sztuki Stosowanej (zabytek)
- 1891–1897 – Budapeszt, X. Templom tér. Kościół i plebania pod wezwaniem św. Władysława (zabytek)
- 1892–1893 – Subotica, pałac Szymona Leovicsa
- 1894 – Budapeszt, most Franciszka Józefa (plan konkursowy)
- 1895 – Budapeszt, IX. Berzenczey u. 11. Dom Lechnera
- 1895 – Kecskemét, Görögtemplom utca. Hala Targowa
- 1896–1899 – Budapeszt, XIV. Stefánia út 14. Instytut Geologiczny
- 1897 – Pécel, Korányi u. 8. Dom letniskowy Ilki Lechner
- 1898–1900 – Budapeszt, Bártoka Béli út 40. Dom Gyuli Lechnera (zabytek)
- 1899 – Budapeszt, Tözsdepalota (konkurs, nie został wybudowany)
- 1899–1901 – Budapeszt, V. Hold u. 4. Pocztowa Kasa Oszczędnościowa (dzisiejsza siedziba Węgierskiego Skarbu Państwa. Zabytek)
- 1900 – Kolozsvár, willa Károlya Lechnera
- 1902 – Szatmárnémeti, Hotel Pannónia
- 1902 – Bratysława, Postapalota (projekt konkursowy)
- 1902–1904 – Miskolc, pałac Kleina (zniszczony podczas II wojny światowej)
- 1903 – Wiedeń, Dom Handlowy Gerngross (projekt konkursowy)
- 1905 – Budapeszt, V. Széchenyi rkp. Ministerstwo Kultury (projekt konkursowy)
- 1905 – Budapeszt, XIV. Hermina u. 47. willa Balázsa Béli Sipekiego (dziś siedziba MVGYOSZ: Węgierskiego Stowarzyszenia Osób Niewidomych i Niedowidzących) (zabytek)
- 1906–1908 – Bratysława, Gimnazjum Główne
- 1907–1913 – Bratysława, Kościół św. Elżbiety, (Niebieski Kościółek)
- 1909 – Sárospatak, Państwowa Szkoła Pedagogiczna (III miejsce w konkursie)
- 1909 – Budapest, Góra Zamkowa, pomnik pamiątkowy królowej Elżbiety (projekt konkursowy)
- 1909–1910 – Kecskemét, wieża ciśnień i pomnik pamiątkowy Rakoczego
- 1914 – Budapest, X. (Kőbánya) Kőrösi Csoma Sándor út 28–34. Gimnazjum im. św. Władysława (zabytek)
- 1914 – Budapest, VIII. Resző tér. Kościół Jubileuszowy Franciszka Józefa (I miejsce w konkursie)